# Gens Gegania
La gens Gegania era una gens romana presente nei primi secoli della Repubblica. I Geganii facevano risalire la loro origine a Gia, uno dei compagni di Enea. 
Secondo Tito Livio e Dionigi di Alicarnasso, i Geganii erano una delle casate più illustri degli Albani, trasferitasi a Roma dopo la distruzione di Alba Longa compiuta da Tullo Ostilio. Il nome gentilizio, tuttavia, compare anche durante il regno di Numa Pompilio, che, secondo la tradizione, avrebbe scelto Gegania come una delle Vestali. Un'altra Gegania è indicata come la moglie di Servio Tullio, o di Tarquinio Prisco mentre una terza Gegania compare durante il regno di Tarquinio il Superbo.

## Itria nominausati dalla gens
I praenomina utilizzati dalla gens furono Titus, Lucius, Marcus e Proculus. L'unico cognomen utilizzato dalla gens fu Macerinus, un diminutivo di Macer, forse derivato dall'aggettivo latino che significa "magro".

## Membri illustri della gens
- Gegania (Gegania): vissuta nel VII secolo a.C., fu una delle prime vergini Vestali, selezionate da Numa Pompilio;
- Gegania (Gegania): vissuta nel VII secolo a.C., fu la moglie di Servio Tullio;
- Gegania (Gegania): vissuta nel VI secolo a.C., fu la madre di Pinario, vissuto durante il tempo di Tarquinio il Superbo;
- Tito Geganio Macerino (Titus Geganius Macerinus): vissuto nel V secolo a.C., fu console nel 492 a.C.;
- Lucio Geganio Macerino (Lucius Geganius Macerinus): vissuto nel V secolo a.C. e fratello del console del 492 a.C., fu mandato in Sicilia durante consolato del fratello per ottenere grano;
- Marco Geganio Macerino (Marcus Geganius Macerinus): vissuto nel V secolo a.C., fu console nel 447, 443, e 437 a.C. e censore nel 435 a.C.;
- Proculo Geganio Macerino (Proculus Geganius Macerinus): vissuto nel V secolo a.C., fu console nel 440 a.C.;
- Lucio Geganio Macerino (Lucius Geganius Macerinus): vissuto nel IV secolo a.C., fu tribuno consolare nel 378 a.C.;
- Marco Geganio Macerino (Marcus Geganius Macerinus): vissuto nel IV secolo a.C., fu tribuno consolare nel 367 a.C.;
- Lucio Geganio (Lucius Geganius): vissuto nel II secolo a.C., fu ucciso insieme a Gneo Cornelio Dolabella nel 100 a.C., a causa di Lucio Apuleio Saturnino.